# Stanisław Fogelweder
Stanisław Fogelweder z Bobolic herbu własnego (ur. 1525 w Krakowie, zm. 1603 w Miechowie) – archidiakon warszawski w latach 1572–1600, scholastyk warszawski, kanonik kapituły katedralnej wileńskiej w latach 1571–1594, kanonik płocki i sandomierski, kustosz sandomierski, sekretarz Zygmunta Augusta, kanclerz nadworny królowej Anny Jagiellonki, internuncjusz Rzeczypospolitej w Królestwie Hiszpanii w 1577 roku, kanonik krakowskiej kapituły katedralnej, prepozyt miechowski, sekretarz Stefana Batorego, sekretarz królowej, doktor obojga praw.

## Życiorys
Potomek rodziny niemieckiej Vogelweider, przybył ze Szwajcarii i osiadł w Krakowie. Studiował w kraju, w Paryżu i Padwie. Święcenia kapłańskie przyjął w 1564. Był tajnym sekretarzem Zygmunta Augusta. W latach 1575–1586 poseł w Madrycie, gdzie zabiegał bezskutecznie o zwrot sum neapolitańskich, tam też otrzymał godność szlachecką. Pracował następnie w kancelarii Zygmunta III Wazy, od 1587 kanonik krakowski. W latach 1592–1598 kanclerz królowej Anny Austriaczki, od 1599 proboszcz miechowski.